# Dolichopeza (Mitopeza) taiwanicola
Dolichopeza (Mitopeza) taiwanicola is een tweevleugelige uit de familie langpootmuggen (Tipulidae). De soort komt voor in het Oriëntaals gebied.